# Изменчивый
Изме́нчивый — остров в составе архипелага Северная Земля. Административно относится к Таймырскому Долгано-Ненецкому району Красноярского края.
Расположен в море Лаптевых в юго-восточной части архипелага у северного побережья острова Малый Таймыр в районе устья ручья Холодного.
Имеет неровную, вытянутую вдоль берегов острова Малый Таймыр форму длиной около 1,5 километра. Окружён песчаной отмелью, соединяющей его с Малым Таймыром. Берега пологие. Существенных возвышенностей нет. Полностью покрыт льдом. Чуть более чем в двух километрах к западу от Изменчивого находится другой небольшой остров — Октябрёнок.

## Топографические карты
- Лист карты T-48-XVI,XVII,XVIII о. Мал. Таймыр. Масштаб: 1 : 200 000. Состояние местности на 1966-1982 год. Издание 1988 г.